# 巴色國際機場
巴色國際機場是位於寮國南部城市巴色的機場。
巴色國際機場為軍民合用機場，軍用部分由老挝人民军管理，民用部分則由老撾民航局管理。

## 航空公司與航點
| 航空公司     | 目的地                             |
| ------------ | ---------------------------------- |
| 寮國天空航空 | 永珍                               |
| 老撾航空     | 永珍、胡志明市、廣州、暹粒、龍坡邦 |

## 事件
- 2013年10月16日：寮國航空301號班機、機身編號RDPL-34233的ATR 72-600型客機，由永珍飛往巴色航線時，因颱風百合造成能見度極差，降落時因風切太強而被吹離航道，於湄公河河段上墜落，造成機上人員49人死亡。